# Cengal (Maja, Majalengka)
Cengal is een bestuurslaag in het regentschap Majalengka van de provincie West-Java, Indonesië. Cengal telt 4721 inwoners (volkstelling 2010).